# 宇宙船

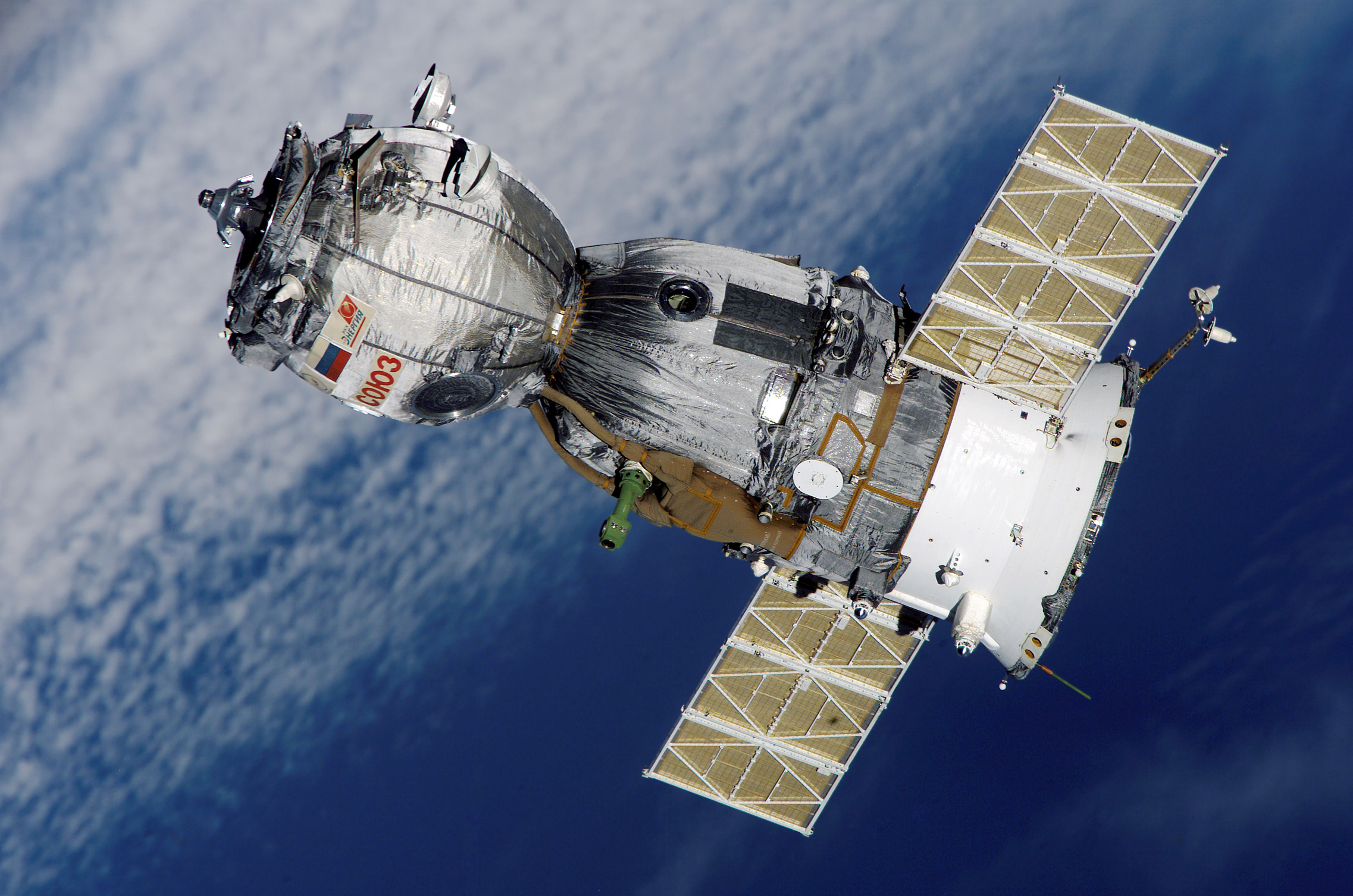
宇宙船ソユーズ

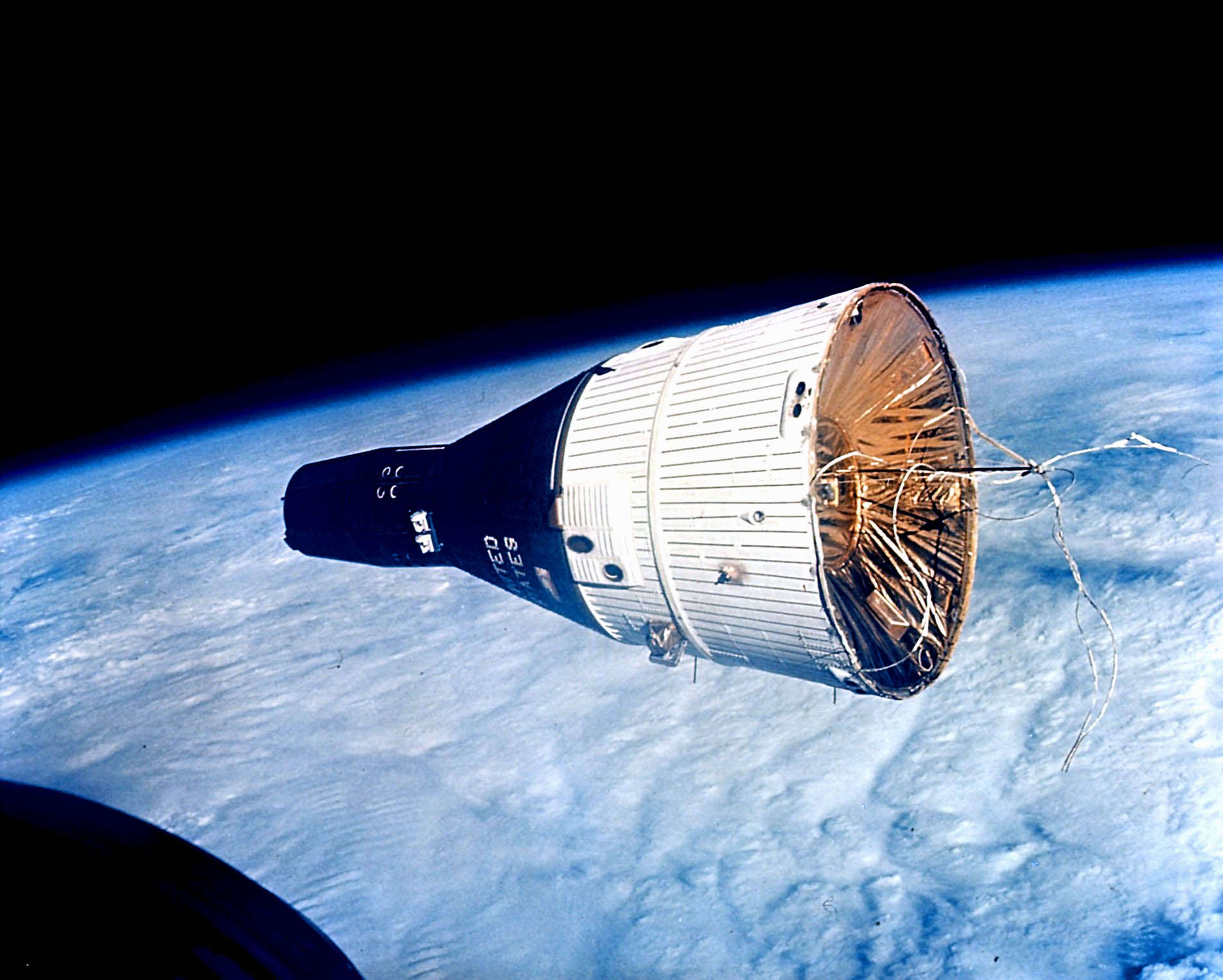
ジェミニ6号

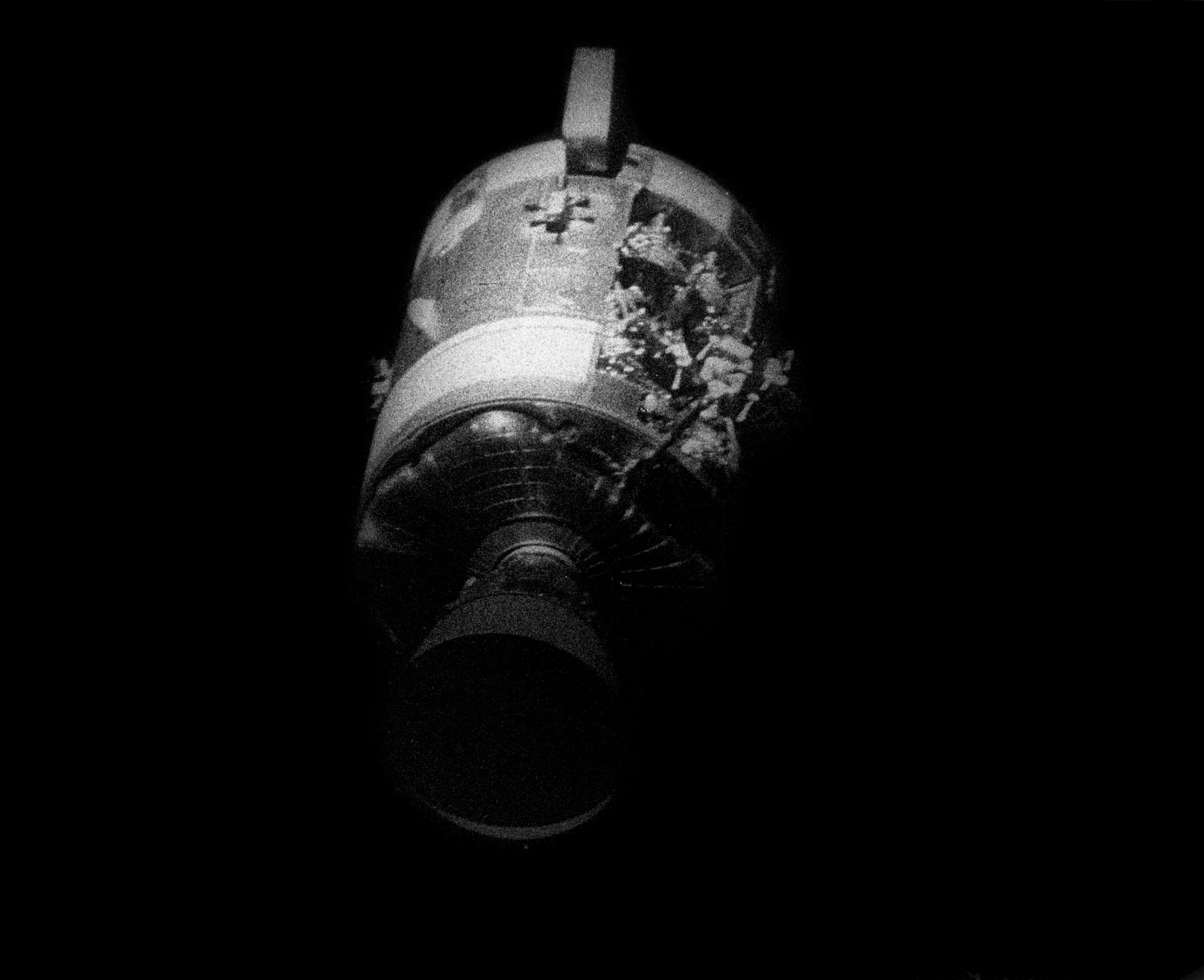
アポロ13号の機械船

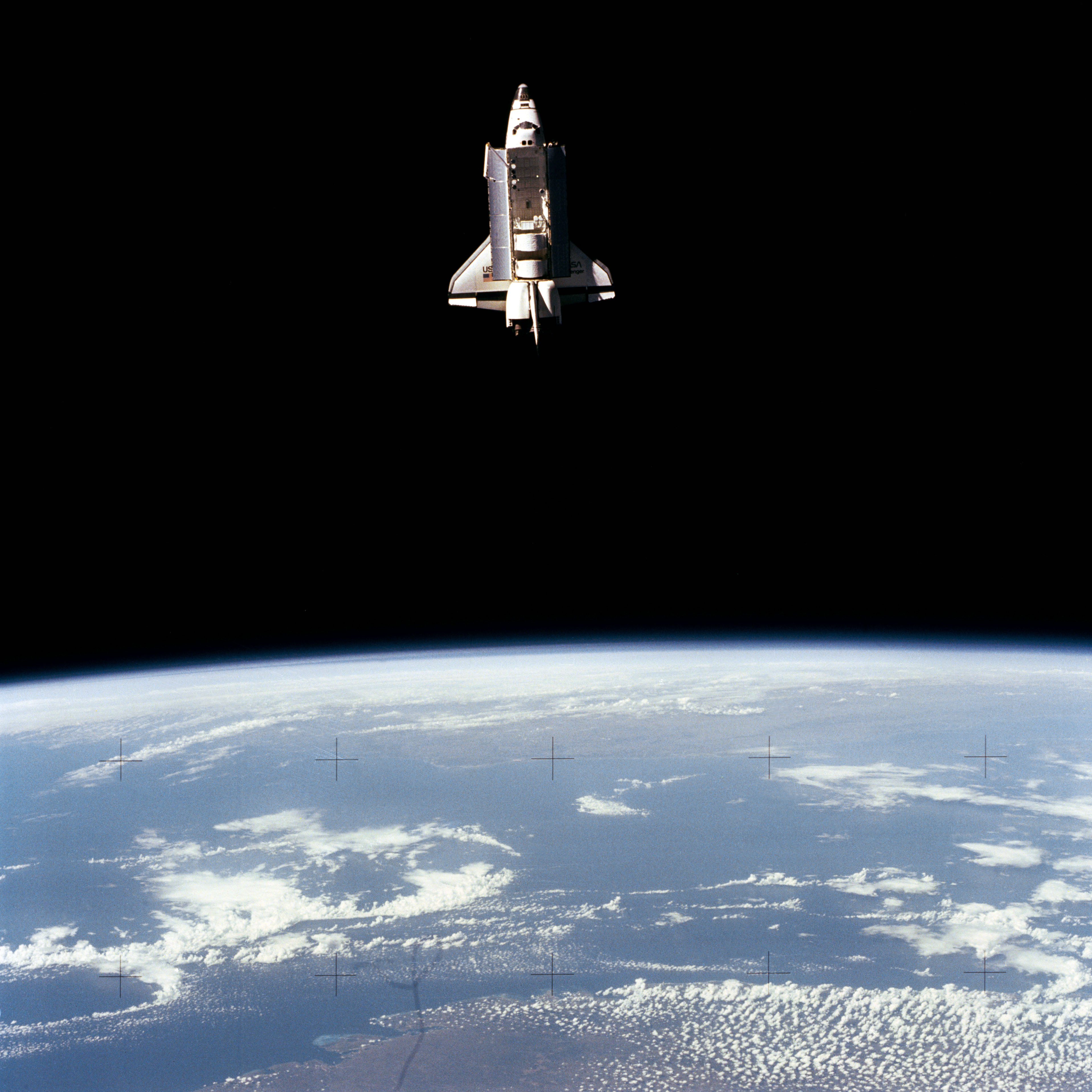
スペースシャトルのオービタ（チャレンジャー、1983年）

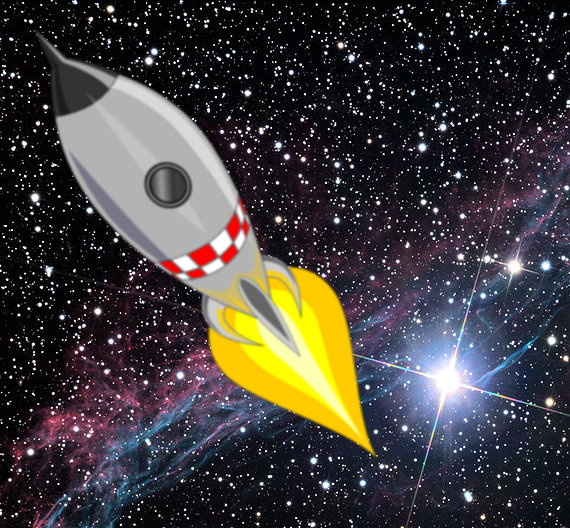
アニメなどに現れることのあるイメージ

宇宙船（うちゅうせん、spaceship）は、宇宙機のなかで、とくに人の乗ることを想定しているものを言う。有人宇宙機（ゆうじんうちゅうき）とも。

## 定義
ニッポニカ百科事典の解説によると、宇宙機のなかでとくに人の乗ることを想定しているものを宇宙船と呼ぶ、ということである。大気圏外で使用される人工物は宇宙機 (spacecraft) と総称し、その中で人を乗せるものを特に宇宙船 (spaceship) と呼ぶ、と使い分けられている。なお、UFOは、未確認の飛行物体のことであり、宇宙船であるかどうかは問わない。
『広辞苑』の第5版では「宇宙空間の飛行用に作られた容器」とし「宇宙機」という言葉は掲載していない。現在の第6版では「宇宙船」を「宇宙空間用に作られた飛行体」としており、ニッポニカの「宇宙機」のかなりの部分を含む定義になっている。
このように、人によっては「宇宙船」という言葉のほうを総称のように用いている場合もあり、指し示す範囲が異なるので混線も見られる。
ここでは、宇宙機を総称として扱い、人を乗せることを想定した宇宙機（有人宇宙機）を宇宙船と呼ぶ、という解釈で解説を行う。
なお、宇宙船の試験飛行に使用されるもの、それを後で改造して無人飛行を可能にしたものもしばしば宇宙船と呼ばれている。

## 分類

### 運用による種類
カプセル型宇宙船
使い捨てを前提とする宇宙船。アポロ司令・機械船やソユーズなどに代表される。スペースシャトルの登場でアメリカではいったんは廃れたものの、コストなどの点から再評価されている。アメリカはシャトルの後継としてカプセル型のオリオンを採用した。
宇宙往還機（スペースシャトル）
地上と軌道上とを繰り返し往復する宇宙船、ないしローンチ・ヴィークルやブースターを合わせたシステム全体。システムの全体または一部の再使用を前提としており、宇宙船はふつう翼を備える。再使用型宇宙往還機 (RLV)、再使用型宇宙輸送システムなどとも呼ばれる。スペースシャトルが代表的。狭義には、スペースプレーンは含まない。ブースターを用いない単段式宇宙輸送機 (SSTO) も研究されているが、技術的な面で課題が大きい。

## 代表的な宇宙船

### カプセル型
- ボストーク（ソ連）
- ボスホート（ソ連）
- ソユーズ（ソ連・ロシア 連邦宇宙局）
- マーキュリー宇宙船 (アメリカ合衆国 NASA、マーキュリー計画）
- ジェミニ宇宙船（アメリカ合衆国　NASA、ジェミニ計画）
- アポロ宇宙船（アメリカ合衆国　NASA、アポロ計画）
- オリオン（オライオン）（アメリカ合衆国　NASA）
- 神舟（中国）
- ドラゴン2（民間: アメリカ スペースX社）
- ニューシェパード（民間: アメリカ ブルーオリジン社）

### 往還機
- スペースシャトル（アメリカ）
- ブラン（ソ連・ロシア: 地球軌道周回試験飛行のみで計画休止）
- スペースシップワン（民間: アメリカ スケールド・コンポジッツ社）
- スペースシップツー（民間: アメリカ スケールド・コンポジッツ社）

※ 1963年8月22日には、アメリカの実験機 X-15が、ジョー・ウォーカー飛行士によって高度107.960kmに到達した。この記録をもって、X-15を宇宙船に含めるべきとの意見もある。（国際航空連盟 (FAI) による定義では、高度100km以上が宇宙とされる）。

## ボイラープレート
ボイラープレートとは、原義ではボイラーに貼る銘板のことで、そこから転じて、「テンプレート」と呼ばれるようなものの大規模なものを指す英単語である。
宇宙開発では機能しない宇宙船またはシステムで本来のペイロードと同一の重量や、外形寸法を模した（似せた）宇宙船といったものを指してそう呼んでいる。これを用いた試験の結果を本来打ち上げる宇宙船や人工衛星の開発に反映させる。その他、非常時の脱出装置の試験にも用いられる。
宇宙船の開発には多く用いられ、1960年代初頭のNASAでは、多くのボイラープレートが打ち上げられた。ビッグ・ジョー1号や地上試験や大気圏内での飛行試験で使用されたスペースシャトル・エンタープライズ等も含まれる。
NASAのコンステレーション計画でも同様にアレスIロケットの初期の試験でオリオン宇宙船のボイラープレートが使用される予定だった。